# Jacques Raguier
Pour les articles homonymes, voir Raguier.
Jacques Raguier (mort le 14 novembre 1518) est un ecclésiastique qui fut évêque de Troyes de 1483 à sa mort.

## Biographie
Membre de la famille Raguier, il est le second fils d'Antoine Raguier (seigneur de Thionville, la Motte-Tilly et Estenay, conseiller du Roi et trésorier des guerres de Charles VII) et de Jacquette Budé, tante de l'humaniste Guillaume Budé.
Prêtre, chanoine de Notre-Dame de Paris, docteur és-lois, il est le frère d'Antoine Raguier, évêque de Lisieux en 1474. Le 3 décembre 1483, son oncle Louis Ier Raguier, évêque de Troyes, résigne en sa faveur son siège épiscopal et il prête serment le 11 janvier suivant. 
En août 1485 il assiste au Concile provincial de Sens réuni par l'archevêque Tristan de Salazar. Il fait ériger une statue de Saint-Michel sur le pignon de la cathédrale et en août 1506 il est à l'origine des fondations du portail et des tours de la cathédrale. En 1509 il réforme l'abbaye du Paraclet. 
Il est devenu en 1501 le premier commendataire de l'abbaye Saint-Pierre de Montiéramey et de Saint-Jacques de Provins, ainsi que de l'Abbaye Saint-Pierre-et-Saint-Paul de Montier-en-Der. 
En 1494 il fait venir à Troyes ses deux cousins germains frères de Guillaume Budé : Étienne qui devient  official et meurt en 1501 et Louis, chanoine du chapitre et archidiacre d'Arcis-sur-Aube qui meurt à 47 ans le 19 novembre 1517. L'épiscopat de Jacques Ragier se poursuit pendant 35 ans et lorsqu'il meurt en 1518 il est inhumé près de son oncle dans la cathédrale de Troyes.
En 1513, il reçoit une lettre du Concile de Pise momentanément transféré à  Lyon, portant nomination de Denys Du Val, secrétaire du Roi comme receveur de la part due par le diocèse de Troyes (2600 livres tournois) dans le subside accordé par le concile à Louis XII, Lyon le 15 mars 1513
Ce prélat donnait l'exemple lors des obligations de "guet et porte, dont son successeur Guillaume Parvy obtiendra l'exemption en 1521 pour les chanoines de sa cathédrale dans le cas de périls éminents, à savoir l'ennemi à 15 lieues de la ville. Car les religieux dont le nom étaient portés sur les rôles de guet revêtaient au jour dit casaque et cuirasse, portant selon les cas hallebarde, javeline ou pertuisane. Une fois sur la muraille il commandait aux hommes de garde leur assignant un poste à tenir

## Héraldique
| Armoiries | Description                                                    |
| --------- | -------------------------------------------------------------- |
|           | D'argent, au sautoir de sable, cantonné de quatre perdrix d'or |